# Джон Ралі
Джон Ралі (John Ralli) (3 листопада 1785, Хіос, Греція — 8 жовтня 1859, Париж, Франція) — грецький підприємець, американський дипломат. Американський консул в Одесі (1831–1859).

## Біографія
Народився 3 листопада 1785 року у місті Хіос, Греція. Батько Джон Ралі Стівен, мати Джулія Сешіар. У 1819 році емігрував до Англії. Разом із своїм братом був співзасновником компанії «Брати Ралі», що здійснювала продаж шовку, зерна та бавовни. З 1831 по 1859 рік був американським консулом в Одесі. Помер 8 жовтня 1859 року в Парижі.

## Сім'я
- Дружина — Люсія Сторні
- Син — Стівен Ралі (1.08.1821 — 28.08.1901)